# Gilet
Gilet – gmina w Hiszpanii, w prowincji Walencja, we wspólnocie autonomicznej Walencja, o powierzchni 11,28 km². W 2011 roku liczyła 3328 mieszkańców.